# Déspina Charalambídou
Déspina Charalambídou (grec moderne : Δέσποινα Χαραλαμπίδου), née en 1959 à Kilkís en Grèce, est une femme politique grecque.

## Biographie
Aux élections législatives grecques de janvier 2015, elle est élue députée au Parlement hellénique sur la liste de la SYRIZA dans la première circonscription de Thessalonique. Elle est élue troisième vice-présidente du Parlement pour la XVIe législature le 6 février, avec 229 votes pour, 50 votes blancs et 31 votes nuls.
Le 21 août 2015, elle quitte la SYRIZA avec vingt-quatre autres députés dissidents pour créer Unité populaire.